# Thermochoria equivocata
Thermochoria equivocata е вид водно конче от семейство Libellulidae. Видът не е застрашен от изчезване.

## Разпространение
Разпространен е в Бенин, Габон, Гана, Гвинея, Демократична република Конго, Екваториална Гвинея, Замбия, Камерун, Кот д'Ивоар, Либерия, Малави, Нигерия, Сиера Леоне, Того и Уганда.